# Wheatley Hill
Wheatley Hill est un village situé dans le comté de Durham en Angleterre, à l'ouest de Peterlee.
Sa population était de 3 144 habitants en 2011.